# Гутай (Бурятия)
Гута́й (бур. Гутах) — улус в Бичурском районе Бурятии. Входит в сельское поселение «Новосретенское».

## География
Расположен на речке Нарин-Гутай (левый приток Большого Гутая, левой составляющей реки Гутай, притока Хилка), в 10 км по автодороге к востоку от центра сельского поселения, села Новосретенка, в 25 км к северо-востоку от районного центра, села Бичура, в 5,5 км к западу от съезда с региональной автодороги Р441 Мухоршибирь — Бичура — Кяхта.

## Население
| 2002 | 2010 |
| ---- | ---- |
| 203  | ↗209 |